# Weissia crinita
Weissia crinita là một loài rêu trong họ Pottiaceae. Loài này được (Brid.) Poir. ex Brid. mô tả khoa học đầu tiên năm 1826.